# Bergbofjärden
Bergbofjärden är en sjö i Norrtälje kommun i Uppland och ingår i Skeboån-Broströmmens kustområde. Sjön har en area på 0,19 kvadratkilometer och ligger 3 meter över havet.

## Delavrinningsområde
Bergbofjärden ingår i det delavrinningsområde (666847-166200) som SMHI kallar för Utloppet av Bergbofjärden. Medelhöjden är 13 meter över havet och ytan är 6,5 kvadratkilometer. Det finns inga avrinningsområden uppströms utan avrinningsområdet är högsta punkten. Avrinningsområdets utflöde mynnar i havet. Avrinningsområdet består mestadels av skog (73 procent). Avrinningsområdet har 0,39 kvadratkilometer vattenytor vilket ger det en sjöprocent på 1,9 procent. Bebyggelsen i området täcker en yta av 2,77 kvadratkilometer eller 14 procent av avrinningsområdet.